# Monti Tehachapi

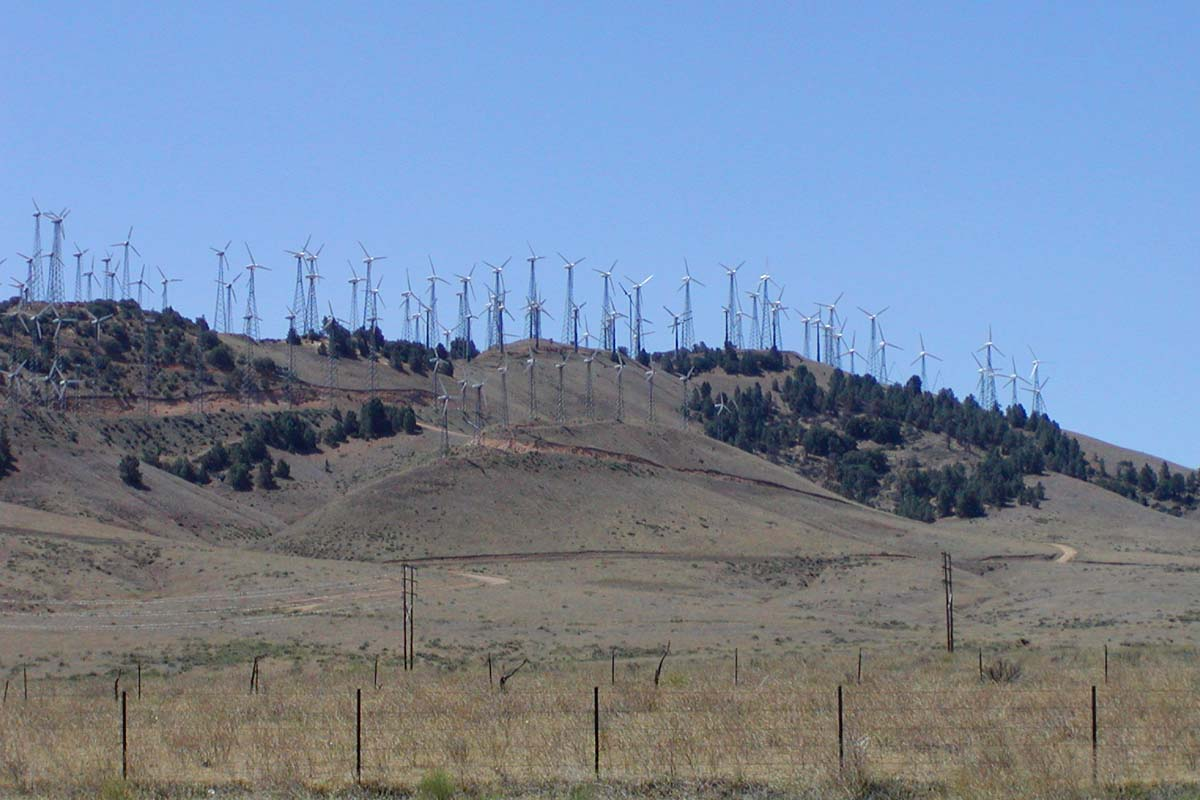
Parco eolico a Tehachapi Pass.

I monti Tehachapi sono una piccola catena montuosa che corre trasversalmente nel sud della California, negli Stati Uniti
Con una direzione sudoves-nordest, collega la Catena Costiera Pacifica a ovest con la parte meridionale della Sierra Nevada ad est. La catena si estende per circa 64 km dal sud della contea di Kern alle regioni sud-est di Bakersfield, compresa fra un'altezza che varia dai 1.200 ai 2.440 metri sul livello del mare.